# Desoria fennica
Desoria fennica är en urinsektsart som först beskrevs av Reuter 1895.  Desoria fennica ingår i släktet Desoria, och familjen Isotomidae. Arten är reproducerande i Sverige.